# Mořic Esterházy
Mořic Mikuláš Filip Josef Valentin hrabě Esterházy z Galanty (německy Moritz Nikolaus Philipp Joseph Valentin Graf Esterházy von Galántha / maďarsky Móric Miklós Fülöp József Valentin gróf Esterházy de Galántha, 23. září 1807, Vídeň – 8. listopadu 1890, Pirna) byl uherský šlechtic, rakouský diplomat a státník. Od mládí působil v rakouských diplomatických službách, v letech 1848–1856 byl velvyslancem ve Vatikánu. Později v rakouské vládě zastával funkci ministra bez portfeje (1861–1866) a získal Řád zlatého rouna (1878). Sňatkem se spříznil s českým rodem Lobkoviců, dcery se provdaly do významných německých rodin Hohenlohů a Oettingenů. Vnuk Mořic Esterházy (1881–1960) byl v roce 1917 předsedou uherské vlády.

## Životopis

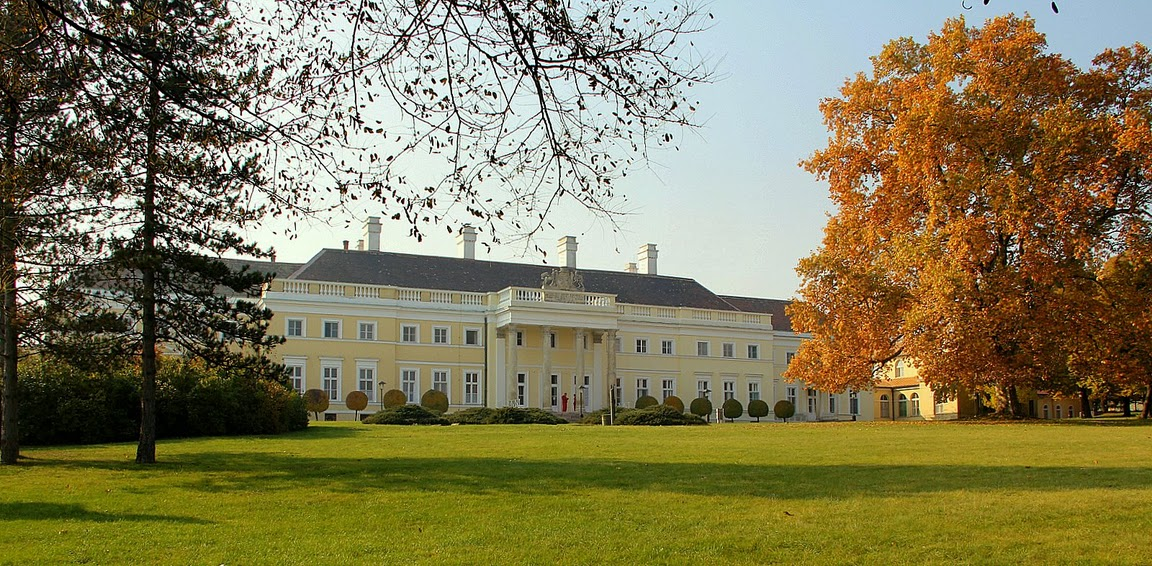
Zámek Csákvár

Pocházel z významného uherského šlechtického rodu Esterházyů, patřil ke starší hraběcí větvi označované jako Forchtenstein (Burgenland, maďarsky Fraknó). Narodil se jako čtvrtý potomek hraběte Mikuláše Esterházyho (1775–1856) sídlícího na zámku Csákvár.
Mořic od mládí působil v rakouských diplomatických službách, začínal jako atašé v Paříži a v roce 1832 byl jmenován c.k. komořím. V letech 1844–1848 byl vyslancem v Nizozemí a nakonec v letech 1848–1856 velvyslancem ve Vatikánu. V roce 1852 byl jmenován c.k. tajným radou. V letech 1861–1866 byl ve dvou rakouských vládách ministrem bez portfeje, v roce 1866 v ministerské radě prosazoval diplomatické řešení vztahů s Pruskem před prusko-rakouskou válkou. Poté se zúčastnil jednání o rakousko-uherském vyrovnání. I když si i v dalších letech uchoval určitý vliv v politických kruzích Uherského království, žil převážně v soukromí na zámku Csákvár. V roce 1865 získal velkokříž Řádu sv. Štěpána a v roce 1878 byl dekorován Řádem zlatého rouna, byl též čestným rytířem Maltézského řádu. Zemřel během léčebného pobytu v sanatoriu v saské Pirně.

## Rodina
V roce 1854 se v Praze oženil s princeznou Polyxenou Lobkowiczovou (1830–1913) z mělnické rodové větve, dcerou knížete Augusta Longina z Lobkowicz. Polyxena byla c.k. palácovou dámou (1852) a dámou Řádu hvězdového kříže (1854), po manželově smrti se stala jeptiškou v Mayerlingu. Měli spolu čtyři děti:
- 1.	Mikuláš Mořic (1855–1925), c.k. tajný rada, komoří, dědičný člen uherské sněmovny magnátů, manž. 1880 Františka princezna ze Schwarzenbergu (1861–1951)
- 2.	Pavel Mikuláš (* a † 1860)
- 3.	Františka Marie (1856–1884), manž. 1877 Chlodvík Karel princ zu Hohenlohe-Waldenburg-Schillingsfürst (1848–1929), c.k. tajný rada, komoří, podplukovník
- 4.	Berta Marie (1857–1937), manž. 1878 Emil František kníže zu Oettingen-Spielberg (1850–1919), dědičný člen horní komory bavorského zemského sněmu, nejvyšší hofmistr Bavorského království.

Díky své manželce byl mimo jiné švagrem českého nejvyššího maršálka knížete Jiřího Kristiána z Lobkowicz (1835–1908) nebo generála knížete Alfreda II. Windischgrätze (1819–1876). Mořicův vnuk Mořic Esterházy (1881–1960) byl v roce 1917 krátce uherským předsedou vlády.